# Irmgarteichen
Irmgarteichen ist ein Stadtteil von Netphen im Kreis Siegen-Wittgenstein in Nordrhein-Westfalen mit 798 Einwohnern (30. Juni 2022).

## Geographie

### Geographische Lage
Irmgarteichen hat eine Fläche von 2,5 km². Die Bebauung befindet sich auf einer Höhe zwischen 380 und 440 m ü. NHN, während der höchste Berg in der Gemarkung, der Pfarrbergskopf eine Höhe von 512,8 m ü. NHN erreicht. Durch den Ort fließt der Geiersgrundbach, der etwas weiter nördlich in den Werthenbach mündet. Im Ort fließt ihm der Seifenbach zu.

### Nachbarorte
Nachbarorte von Irmgarteichen sind Nenkersdorf im Norden, Werthenbach im Nordosten, Hainchen im Osten, Offdilln im Südosten, Dillbrecht im Süden, Gernsdorf im Südwesten, Anzhausen im Westen und Helgersdorf im Nordwesten.

## Geschichte
Am 30. August 1270 wurde Irmgarteichen erstmals urkundlich als „Irmengartechen“ erwähnt. Früher hatte die Gemeinde Irmgarteichen eine große (kirchliche) Bedeutung, die Pfarrei war bis 1349 von Netphen abhängig und erschien laut Aufzeichnungen ab dann gleichberechtigt zu sein. 1725 wurde auf dem Grund der alten Kirche eine neue errichtet.
Am 1. Januar 1969 wurde das Amt Netphen aufgelöst und der Ort im Zuge der kommunalen Neugliederung in die neue Großgemeinde Netphen eingegliedert, seit 2000 ist Irmgarteichen ein Stadtteil.
Im April 2008 brannte das unter Denkmalschutz stehende Gebäude des Gasthofs „Ley“ aus, wurde aber originalgetreu wiedererrichtet.

### Einwohnerzahlen
Einwohnerzahlen des Ortes:
| Jahr | Einwohner |
| ---- | --------- |
| 1818 | 203       |
| 1885 | 243       |
| 1895 | 219       |
| 1905 | 233       |
| 1910 | 258       |
| 1925 | 329       |
| 1933 | 336       |

| Jahr | Einwohner |
| ---- | --------- |
| 1939 | 334       |
| 1950 | 333       |
| 1961 | 508       |
| 1967 | 470       |
| 1994 | 862       |
| 2006 | 921       |
| 2009 | 888       |

| Jahr | Einwohner |
| ---- | --------- |
| 2012 | 840       |
| 2013 | 828       |
| 2014 | 825       |
| 2015 | 811       |
| 2017 | 820       |
| 2021 | 786       |
| 2022 | 798       |

### Entstehungssage und Namensgebung
Einer Sage nach soll in Hainchen vor langer Zeit eine fromme Jungfrau namens Irmengart oder Irmgart gelebt haben. Nach schwerer Krankheit gelobte sie Gott einen Tempel zu erbauen. Ein wundersames Vögelchen soll ihr gesagt haben "Wo ech sönge en de Deern, do soll de Kirche hingebaut weern". Die Jungfrau wollte die Kirche aber lieber auf einer Anhöhe zwischen dem jetzigen Irmgarteichen und Gernsdorf bauen. Die dazu beschafften Eichenstämme verschwanden über Nacht von der Baustelle und wurden an der Stelle gefunden, an der das Vögelchen zuvor sein Lied gesungen hatte. Nachdem dies mehrere Tage passiert war, entschied sich die Jungfrau die Kirche an diesem Ort zu erbauen. Die Kirche trug seitdem den Namen "Kirche zu den Irmgarteichen" und auch das später um die Kirche erbaute Dorf trägt diesen Namen.

## Verkehr
An die Autobahn 45 ist der Ort über Wilnsdorf angebunden. Im Gebiet zwischen Irmgarteichen, Helgersdorf und Werthenbach endete die Strecke der Kleinbahn Weidenau–Deuz, ein Bahnhof befindet sich in Helgersdorf. Auch das Gebäude des Endbahnhofes in Werthenbach ist noch vorhanden und befindet sich in Privatbesitz. Der Busverkehr wurde von der VWS übernommen.

## Soziale und öffentliche Einrichtungen
Soziale und öffentliche Einrichtungen im Ort sind unter anderem ein Jugendheim, ein Schützenhaus, eine Grillhütte, ein Bolzplatz, drei Kinderspielplätze und ein Friedhof. Es gibt eine öffentliche Bücherei der Kirchengemeinde.

## Veranstaltungen
Regional ist Irmgarteichen bekannt für den viermal im Jahr stattfindenden „Kleintier-, Bauern-, Öko- und Trödelmarkt“. Dieser ist eine Mischung aus Flohmarkt und Kleintiermarkt, auf dem es auch Essensstände und Marktstände von gewerblichen Händlern gibt.
Seit 1950 wird jährlich der „Drette Krestach“ durchgeführt. Die Junggesellen versammeln sich am 27. Dezember, ziehen durch den Ort und erzählen Dorfgeschichten. 
Außerdem gibt es in Irmgarteichen jährlich eine „Oldie-Night“ (seit 1998), ein Osterfeuer und einen Weihnachtsmarkt.